# Eurosis
«Eurosis» — третій альбом іспанського гурту Ska-P, вийшов в 1998 році.
Особливу увагу привертає обкладинка альбому — вона являє собою колоду гральних карт з монетою євро в центрі, прикрашену ракетами, кулеметами і шприцами. Назва альбому є грою слів — neurosis (невроз) і euro (євро). Обкладинка і назва альбому є своєрідним протестом проти встановлення групи євро-валюти як державної.

## Список композицій
1. «Circo Ibérico»
2. «Villancico»
3. «España Va Bien»
4. «Paramilitar»
5. «Simpático Holgazán»
6. «Kémalo»
7. «Poder Pa'l Pueblo»
8. «Juan Sin Tierra»
9. «Kacikes»
10. «América Latina Libre»
11. «Al Turrón»
12. «Seguimos en Pie»